# Dinotiscus qinlingensis
Dinotiscus qinlingensis är en stekelart som beskrevs av Yang 1996. Dinotiscus qinlingensis ingår i släktet Dinotiscus och familjen puppglanssteklar. Inga underarter finns listade i Catalogue of Life.